# 해협교류기금회
해협교류기금회(海峽交流基金會)는 중화민국의 대중국 교섭창구이다. 대륙위원회(大陸委員會)의 소관에 있고 중화인민공화국측의 대응 기구는 해협양안관계협회이다.
1987년 대만 국민의 중국 방문이 가능해지면서 대만과 중국 양국간 민간교류의 발전하면서 1990년 11월 21일에 발족되었고 1991년 3월 9일에 재단법인으로 등록이 되었다. 2010년 6월에 해협양안관계협회와 회담을 통해 양안 경제협력 기조협의가 체결되었다.

## 같이 보기
- 양안관계
- 대륙위원회
- 중화민국 행정원